# Rorschach (voormalig district)

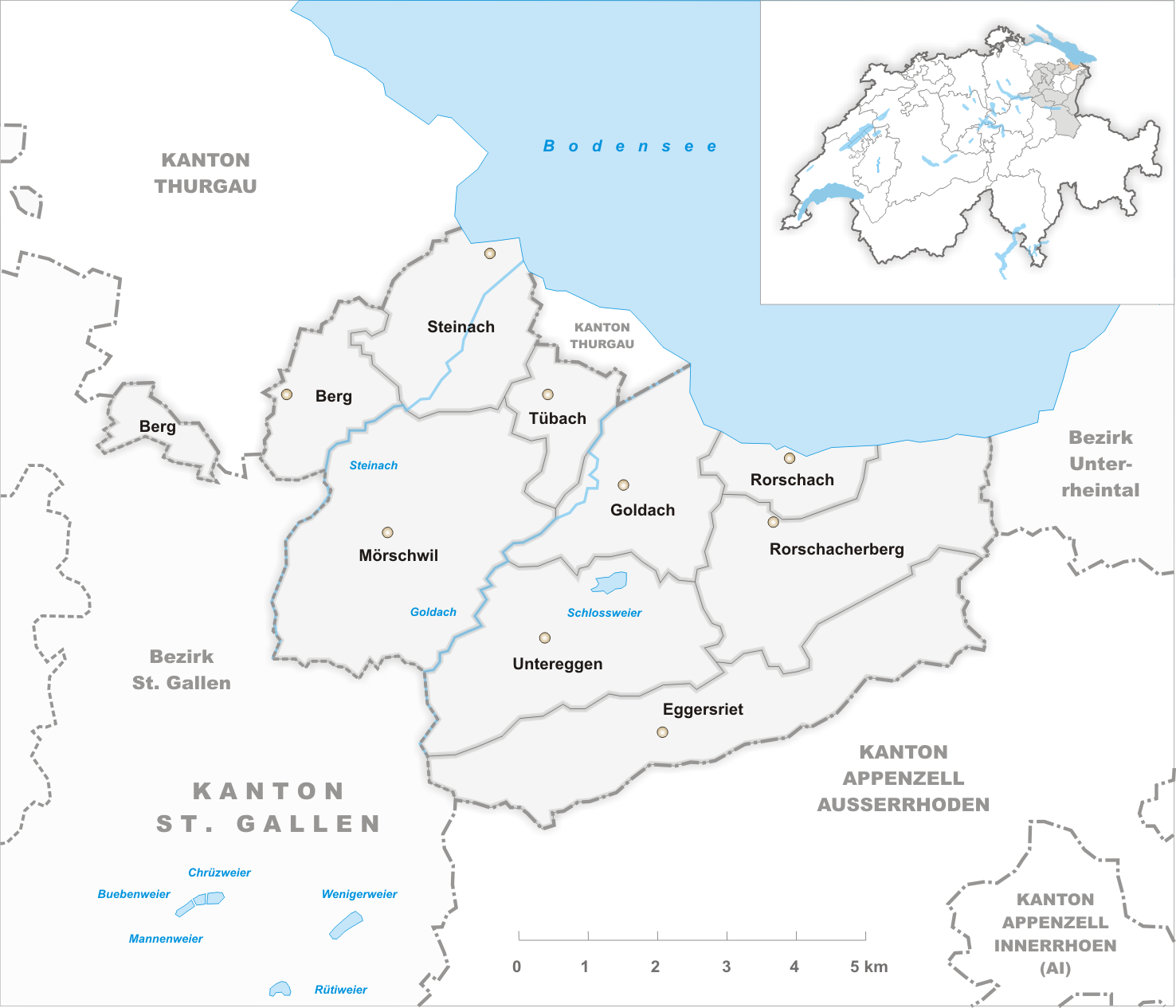
Gemeenten in het voormalig district Rorschach

Het district Rorschach was tot 2003 een bestuurlijke eenheid binnen het kanton Sankt Gallen en werd opgevolgd door de kieskring Rorschach.
Het district bevatte de volgende gemeenten:
- Mörschwil
- Goldach
- Steinach
- Berg
- Tübach
- Untereggen
- Eggersriet
- Rorschacherberg en
- Rorschach